# St. Trinitas (Lübben)

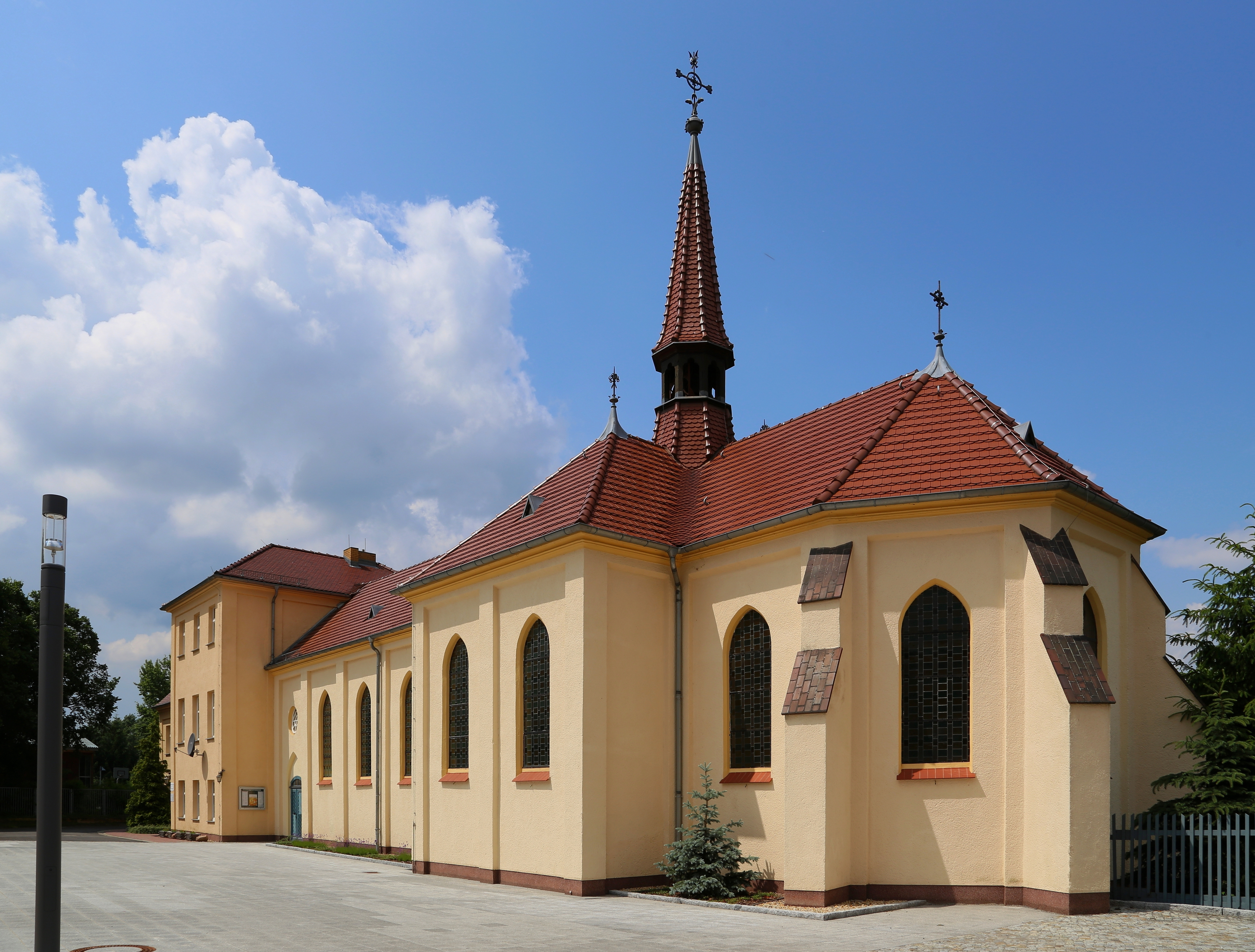
St.-Trinitas-Kirche in Lübben

Chor mit Altar

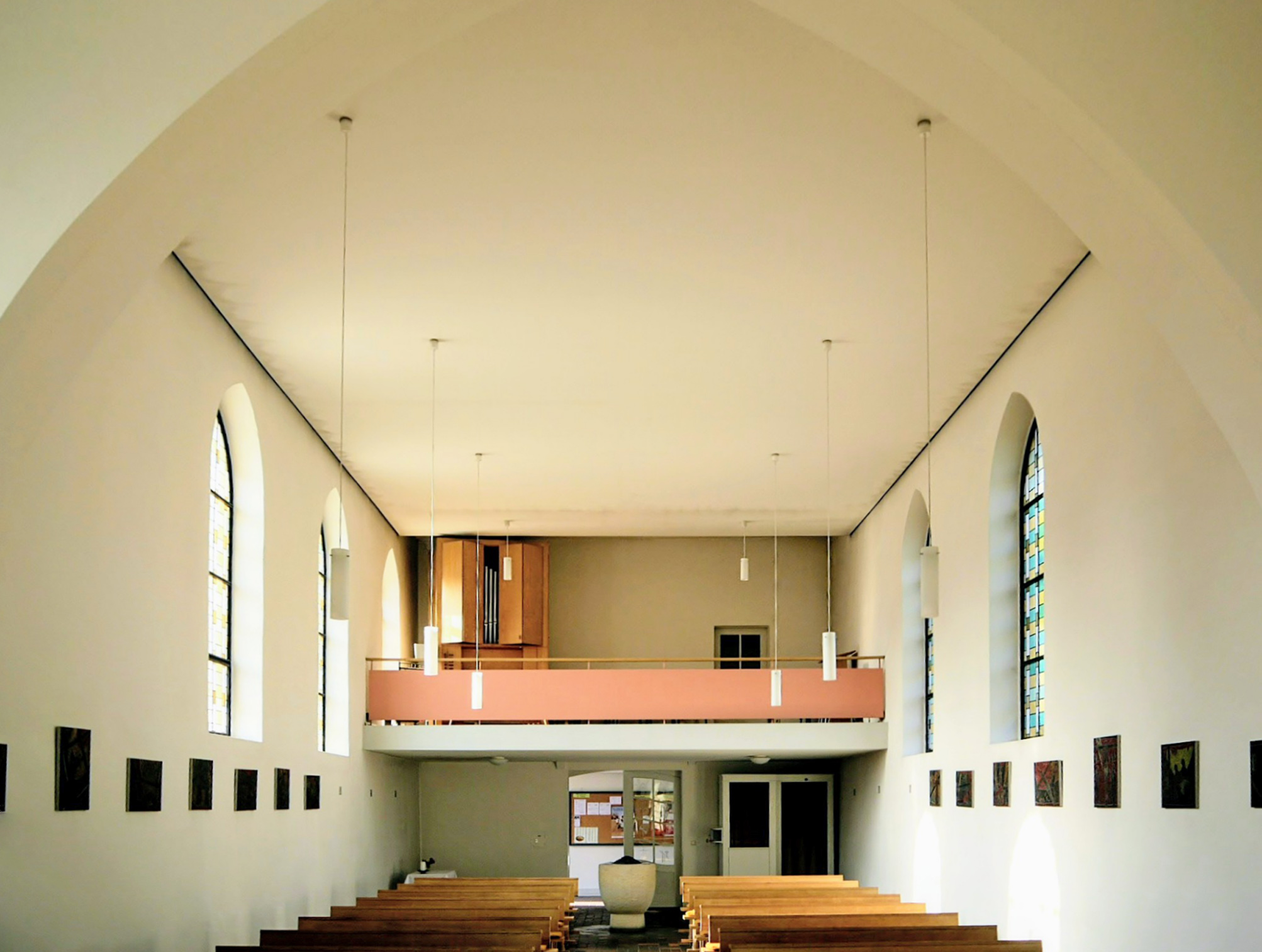
Blick zur Orgel

Die Sankt-Trinitas-Kirche ist eine römisch-katholische Kirche in der Stadt Lübben in Brandenburg.

## Geschichte
Vor dem Bau der Kirche wurden die wenigen katholischen Gläubigen der Region seelsorgerisch durch das Kloster Neuzelle und nach dessen Auflösung im Jahr 1817 durch Neuzeller Pfarrer betreut. Zwei bis viermal im Jahr fanden römisch-katholische Gottesdienste in Lübben statt.
Mit der wachsenden Zahl von Katholiken in Lübben entstand der Plan für den Bau einer eigenen Kirche. Am 2. Oktober 1861 kaufte man ein Grundstück, die Grundsteinlegung erfolgte am 1. Juli 1862. Bereits am 19. Oktober desselben Jahres wurde Augustin Nickel als erster Pfarrer eingeführt. Die Führung der Kirchenbücher setzte am 1. Januar 1863 ein. Am 4. Oktober 1863 benedizierte Erzpriester Theodor Warnatsch aus Frankfurt (Oder) die Kirche, die das Patrozinium der Heiligen Dreifaltigkeit trägt. Die Errichtungsurkunde der Lübbener Pfarrei datiert vom 17. September 1864. Ab 1865 versah der erste Lehrer an der katholischen Schule seinen Dienst.
Im Jahr 1906 wurde die Kirche vergrößert. Die heutige neogotische Erscheinungsform mit Apsis, Vierung und dem kleinen Turm geht maßgeblich auf diesen Umbau zurück. Der Turm erhielt eine in Apolda gegossene Glocke.
Im Laufe der Zeit erhielten mehrere Orte der Umgebung, die zunächst auch zur Lübbener Pfarrei gehört hatten, eigene Kirchen und werden kirchlich selbständig.
1956 erhielt die Kirche eine vom Cottbuser Künstler Hertelt geschnitzte Marienfigur sowie 1958 die Figuren der Weihnachtskrippe. 1964 wurde das Innere der Kirche nach den Vorgaben des Zweiten Vatikanischen Konzils umgestaltet und renoviert. Der Görlitzer Künstler Nawroth fertigte 1977 die Kreuzwegbilder. Die Jehmlich-Orgel stammt aus dem Jahr 1982. Das Werk hat sechs Register auf einem Manual und Pedal.
In den Jahren 1995/96 wurden die Dächer von Kirche und Pfarrhaus saniert. 1997/98 folgte eine Modernisierung des Pfarrhauses und zur Jahrtausendwende die Erneuerung der Fassaden. Im Jahr 2005 wurde ein neues Gemeindehaus eingeweiht.